# Chatham (Louisiane)
Pour les articles homonymes, voir Chatham.
Chatham est une ville de la paroisse de Jackson, dans l'État de Louisiane, aux États-Unis,. En 2020, elle compte une population de 491 habitants.

## Démographie
Lors du recensement de 2010, la ville comptait une population de 557 habitants, tandis qu'en 2020, elle s'élève à 491 habitants.